# Amber Hill
Amber Hill är en civil parish i Storbritannien.   Den ligger i grevskapet Lincolnshire och riksdelen England, i den sydöstra delen av landet, 170 km norr om huvudstaden London. Antalet invånare är 268. Amber Hill gränsar till Holland Fen.